# Percepció de la lluminositat
La percepció de la lluminositat fa referència a la manera en què l'ull humà percep la intensitat de la llum d'un objecte. Aquest procés depèn de factors com la longitud d'ona de la llum, l'amplitud d'ona i la seva reflectància. Els estímuls visuals que afecten la percepció es processen mitjançant els receptors retinals i el cervell. La percepció és influenciada per variacions espacials i temporals de la llum, així com per l'adaptació i els fenòmens com la persistència retiniana..
La percepció humana és estereoscòpica (a través dels ulls), cosa que permet tenir una percepció visual amb sentit espacial. Els nostres ulls estan en constant moviment, fent variar la informació que es rep pel sistema visual. Els estímuls visuals poden produir-se successivament o solapar-se en part de les seves duracions. Aquesta percepció no es produeix instantàniament sinó que el tractament de la informació ha de passar per una sèrie de processos, alguns d'ells ràpids i d'altres lents. Per exemple: els receptors retinals reaccionen en menys d'una mil·lèsima de segon quan estan cansats; entre l'estimulació del receptor i l'excitació del còrtex passen almenys de 50 a 150 mil·lèsimes de segon. El neurocientífic David Marr va proposar una de les teories més acceptades sobre la percepció, la teoria computacional de la percepció, assegurant que aquesta passa per diverses etapes segons allò que la retina de l'ull és capaç de captar.

## Història del seu estudi
La percepció visual és un tema d'estudi que ha captivat pensadors i científics al llarg de la història. La seva evolució ha estat influenciada per diversos avenços en filosofia, ciència i tecnologia, així com per canvis en la comprensió del funcionament del cervell i els mecanismes visuals.

### Antiguitat Clàssica
Els primers pensadors sobre la visió van ser els filòsofs grecs. Empèdocles (c. 495–435 aC) va proposar una teoria que sostenia que els objectes emetien raigs visuals que es dirigien cap als ulls, permetent així la percepció. Aquesta idea va ser una de les primeres explicacions sobre com percebem el món visual. Plató (c. 427–347 aC), en els seus diàlegs, va introduir una visió més complexa, descrivint la visió com una interacció entre la llum emesa pels objectes i aquella que emanava dels ulls mateixos. En el seu treball Timeu, Plató va suggerir que l'ull conté una espècie de llum interna que interactua amb la llum externa, un concepte que va influir en el pensament filosòfic durant segles.

### Edat Mitjana i Renaixement
Durant l'Edat Mitjana, l'estudi de l'òptica va avançar gràcies a figures com Ibn al-Hàytham (Alhazen), un científic àrab del segle XI. El seu llibre "Llibre d'òptica" és considerat un dels textos fonamentals en l'estudi de la percepció visual. Alhazen va refutar les teories antigues, argumentant que la visió depenia de la llum que arribava a l'ull des dels objectes, establint així les bases per a una comprensió més científica de la visió. El Renaixement va portar un nou interès per l'observació i l'experimentació. Figures com Leonardo da Vinci van explorar com els humans perceben l'espai i el color, integrant coneixements d'art i ciència en els seus estudis.

### Segles XVII i XVIII
El segle XVII va ser testimoni d'importants descobriments en òptica. Isaac Newton (1642–1727) va demostrar que la llum blanca es pot descompondre en un espectre de colors mitjançant un prisma, revolucionant així la comprensió del color. La seva obra "Opticks" no només va establir les bases per a l'estudi del color, sinó que també va influir en el pensament filosòfic sobre la naturalesa de la llum i la visió. Paral·lelament, Thomas Young (1773–1829) va proposar una teoria tricromàtica de la visió basada en tres tipus de receptors de color a l'ull humà. La seva investigació va ser fonamental per a l'establiment de models sobre com els humans perceben el color.

### Segle XIX
El segle xix va veure un aprofundiment significatiu en el coneixement sobre la percepció visual gràcies a figures com Hermann von Helmholtz (1821–1894). Helmholtz va ampliar la teoria tricromàtica i va investigar com l'ull s'adapta a diferents condicions de llum. El seu tractat "Handbuch der physiologischen Optik" (Manual d'Òptica Fisiològica) va ser essencial per entendre els mecanismes visuals i les limitacions perceptives. Helmholtz també va estudiar la percepció espacial, contribuint a comprendre com els humans interpreten profunditat i distància a través de pistes visuals com la perspectiva i les ombres.

### Segle XX: Gestalt i Teories Computacionals
Amb el desenvolupament del segle xx, es van introduir noves teories sobre com percebem el món visual. L'escola de Gestalt, fundada a Alemanya, es va centrar en com els humans perceben patrons i formes com un tot coherent. Conceptes clau com les lleis de la bona forma, proximitat, similitud i tancament van ajudar a explicar com organitzem estímuls visuals. A finals del segle xx, David Marr (1945–1980) va proposar una teoria computacional de la percepció visual que explicava el procés de construcció de representacions visuals en tres etapes: l'anàlisi primària (processament bàsic), l'anàlisi estructural (organització d'informació) i el reconeixement (interpretació). Aquesta aproximació va integrar coneixements d'informàtica, psicologia i neurociència.

## Teoria Computacional de la Percepció
- Esbós Primari

En aquesta primera etapa de la percepció es determina quins valors d'intensitat lumínica dels elements de l'entorn visual són equivalents als de la retina. Gràcies a això es pot adquirir una visió del contorn de les figures, tot i que aquestes seran planes i sense volum. No obstant això, ens ajuda a fer-nos una idea de l'estructura de l'espai que capta la retina en aquell instant i la seva distribució.
- Esbós de dues dimensions i mitja (2½D)

Recopilant la informació obtinguda en l'esbós primari així com altra en referència al moviment o la mida es pot obtenir l'esbòs 21/2 D. Aquest ja aporta contingut vinculat a la profunditat, la distància i la perspectiva. Tot i això, tan sols s'assoleix una visió des d'un punt de vista únic i singular, un sol punt de l'objecte.
- Model tridimensional

Per tal d'obtenir més d'una visió de l'objecte cal descriure'l sense dependre del punt de vista i, per tant, basar-se únicament en l'objecte emprant figures geomètriques en funció de l'aparença de l'estructura o tenint en compte els eixos que es veuen diferenciats i delimitats.
El fenomen de constància es basa en el fet que el patró de llum que rep l'ull muta cada vegada que hi ha un moviment ocular (aproximadament 4 vegades per segon), però la percepció que arriba a l'òrgan visual és la mateixa, ja que ve formada pels mateixos patrons.

## Fenòmens espacials i temporals relacionats amb la visió

### Adaptació
El sistema visual s'estableix en un rang de llum que va des d'una luminància de 10−6 cd/m² a 106 cd/m², equiparable al nivell de llum d'una estrella fins a la llum del sol més intensa. Però dins d'aquest rang no es pot passar d'un extrem a l'altre en un sol pas, sinó que cal un procés anomenat adaptació. El nostre sistema visual pot cobrir un rang de dues a tres unitats de luminància, de forma que els valors que se situen per sobre d'aquests es consideren com claredat enlluernant i els que es troben inferiors són obscuritat no diferenciada. Es poden identificar tres rangs funcionals diferents de visió:
1. Fotòpica: Mode de visió diürna que es dona a plena llum del dia. Permet una interpretació correcta del color i dels detalls. Està basada en la interacció amb els conus, un dels dos fotoreceptors que conté la retina. Aquests conus són molt menys sensibles a la llum que els bastons, l'altre tipus de fotoreceptors que s'activen quan els nivells de llum són prou elevats.
2. Mesòpica: Mode de visió que es troba en un nivell intermedi entre la fotòpica i l'escotòpica, és a dir, es dona en situacions en què no hi ha obscuritat total, però tampoc la llum potent que prové del sol. La majoria d'escenaris nocturns exteriors i d'enlluernat públic es troben en aquest punt.[8]
3. Escotòpica: Mode de visió nocturna que es produeix amb nivells d'il·luminació molt baixos.[9] En aquest estat no es pot distingir cap mena de color, sinó que és monocromàtica.

|           | cd/m²        | fotoreceptor   | capacitats                                                                                  |
| --------- | ------------ | -------------- | ------------------------------------------------------------------------------------------- |
| fotòpic   | > 3          | cons           | bona visió de color bona percepció dels detalls                                             |
| mesòpic   | < 3 i 0,001> | cons i bastons | visió de color reduïda percepció dels detalls reduïda dificultats amb sensibilitat espectra |
| escotòpic | < 0,001      | bastons        | absència de la visió de color escassa percepció dels detalls                                |

### Persistència retiniana
La retina és una part de l'ull molt sensible als estímuls lumínics i té la capacitat de retenir les imatges durant una fracció de segon abans que aquestes desapareguin per complet i se substitueixen per unes altres. Aquest fet fa que veiem la realitat com una seqüència ininterrompuda i no com una successió d'imatges. El científic Joseph Plateau va ser pioner a descobrir aquest efecte òptic, assegurant que el nostre ull veu amb una cadència de deu imatges per segon, i és gràcies a la persistència visual que nosaltres no les veiem com a independents. Això es produeix, ja que quan la llum arriba a la retina i s'envia el senyal nerviós al cervell, necessita un temps perquè aquesta es processi, per la qual cosa, el cervell reté la impressió d'il·luminació durant un interval d'almenys 0,1 segons després que la font de llum desaparegui.
Tot i això, actualment hi ha alguns científics neguen que aquesta sigui la verdadera raó per la qual percebem el moviment.

### Pampallugueig (flickering)

Exemple de l'efecte del pampallugueig.

Fenomen que es dona quan el sistema visual s'exposa a variacions de llum de forma periòdica d'una freqüència superior a uns pocs cicles per segon es produeix una sensació d'enlluernament anomenada pampallugueig (en anglès flickering). Aquest efecte desapareix quan la freqüència de l'aparició de la llum augmenta i la percepció d'aquesta és contínua. Aquesta freqüència es denomina crítica i el seu valor depèn de la intensitat lluminosa de l'estímul.
Equivalentment amb la tecnologia, aquest es pot produir quan la velocitat de projecció és massa lenta.

### El fenomen de la constància en la percepció de la lluminositat
El fenomen de la constància és un dels aspectes claus dins de la percepció humana de la llum. Aquesta habilitat permet a l'òrgan anticipar-se i preparar-se per allò que vindrà o es presentarà pròximament en el seu camp de visió. Al llarg de la història, científics i psicòlegs com Piaget o Wohlwill han confeccionat diverses teories envers el fenomen de la constància, tot i que mai s'ha arribat a una conclusió comuna.
El fenomen de la constància es basa en una de les lleis de l'escola psicològica alemanya de la Gestalt. Els humans podem percebre el mateix tot i no sentir-ho de la mateixa forma emprant la comparació en el cervell. D'aquesta manera es permet la comprensió de la realitat. Aquest fenomen es pot dividir en diverses categories de la percepció, com ara la de la dimensió, el color o, en aquest cas, la lluminositat. Les nostres percepcions són adaptatives i així ho demostra aquest fenomen. Això és degut al fet que, constantment, els objectes canvien la seva perspectiva, color o lluminositat, però l'home percep el mateix tot i que els estímuls variïn.
Una càmera pot analitzar i quantificar la lluminositat d'allò que capta en forma d'imatges, però no disposa de la capacitat de fer el mateix amb les diferències d'il·luminació, és a dir, el balanç de blancs. A diferència de les càmeres, l'òrgan visual humà sí pot realitzar aquesta funció gràcies al cervell i llegir la informació que es presenta, però no pot mesurar la intensitat de la llum. Això, tanmateix, ens permet identificar i reconèixer els objectes mitjançant la suposició que du a terme el cervell, que de vegades ens fa veure un tipus de llum diferent del que realment es mostra.
La il·lusió d'Adelson és un clar exemple de la constància de percepció de la lluminositat. Aquesta afirma que en la imatge d'un taulell d'escacs en què s'assenyalen dos quadrats, no tenen la mateixa lluminositat tot i que la retina combinada amb el cervell ens fan veure que sí. Porten a cap, durant una fracció de segon, un procés de segmentació i anàlisis de la direcció de la llum per fer-nos veure que A i B tenen nivells de claredat diferents quan, en realitat, presenten el mateix to de gris.
Les il·lusions òptiques són fenòmens fascinants que revelen els límits i mecanismes de la nostra percepció visual. Aquestes il·lusions demostren que la nostra interpretació del món visual no és sempre una representació fidel de la realitat física, sinó el resultat d'un procés complex d'interpretació cerebral.

## Il·lusions òptiques i límits de la percepció

### Il·lusions Geomètriques
La il·lusió de Müller-Lyer és un exemple clàssic d'il·lusió geomètrica. En aquesta il·lusió, dues línies de la mateixa longitud semblen diferents a causa de la disposició de les puntes de fletxa als seus extrems. Quan les fletxes apunten cap endins, la línia sembla més curta, mentre que quan apunten cap enfora, sembla més llarga.
Altres exemples d'il·lusions geomètriques inclouen:
- Il·lusió de Ponzo: Utilitza senyals monoculars de percepció de profunditat per enganyar l'ull.
- Il·lusió vertical-horitzontal: El cervell exagera les distàncies verticals en comparació amb les horitzontals.

### Il·lusions de Moviment
El disc de Benham és un exemple fascinant d'il·lusió de moviment que crea la sensació de colors inexistents quan gira ràpidament. Altres il·lusions de moviment inclouen:
- Il·lusió de Hering: Mostra línies radials que simulen la il·lusió de moviment, similar a l'escena que veiem quan ens movem cap endavant.

### Il·lusions de Llum i Ombra
La il·lusió d'Adelson demostra com quadrats amb la mateixa lluminositat poden semblar tenir diferents tons a causa de l'ombra simulada. Aquest tipus d'il·lusió revela com el nostre cervell interpreta la llum i l'ombra per donar sentit a l'entorn visual.

### Percepció vs. Realitat
Les il·lusions òptiques demostren que la percepció visual no és simplement un reflex passiu dels estímuls visuals, sinó una interpretació activa basada en diversos factors:
1. Experiència prèvia: El nostre cervell utilitza el coneixement acumulat per interpretar el que veiem.
2. Expectatives: Allò que esperem veure pot influir en el que realment percebem.
3. Context: L'entorn visual pot alterar significativament com percebem un objecte o una imatge.

Per exemple, en la il·lusió de Müller-Lyer, el nostre cervell interpreta les fletxes com a senyals de profunditat, influint en la nostra percepció de la longitud de les línies.

### Implicacions i Aplicacions
L'estudi de les il·lusions òptiques té implicacions importants en diversos camps:
- Neurociència: Ajuda a comprendre com el cervell processa la informació visual.
- Psicologia cognitiva: Revela els mecanismes subjacents a la percepció i la cognició.
- Disseny i art: S'utilitza per crear efectes visuals interessants i enganyosos.